# Puma concolor couguar
Il puma nordamericano (Puma concolor couguar (Kerr, 1792)) è una sottospecie di puma originaria dell'America settentrionale.
Un tempo comune anche nella parte orientale del continente, è oggi diffuso prevalentemente nella sua metà occidentale. A questa sottospecie appartengono le popolazioni diffuse nel Canada occidentale, negli Stati Uniti occidentali, in Florida, in Messico, in America centrale e, forse, quelle dell'America meridionale a nord-ovest della Cordigliera delle Ande. È il felino più grande dell'America settentrionale, in quanto il giaguaro nordamericano è leggermente più piccolo. La sottospecie comprende anche il puma orientale, ormai scomparso, e la cosiddetta «pantera della Florida», un tempo considerate sottospecie a sé.

## Tassonomia
P. c. cougar è stata riconosciuta come sottospecie valida dalla Cat Classification Taskforce del Cat Specialist Group della IUCN nel 2017. In passato gli esemplari dell'America centrale venivano trattati come una sottospecie distinta, denominata P. c. costaricensis.

## Descrizione

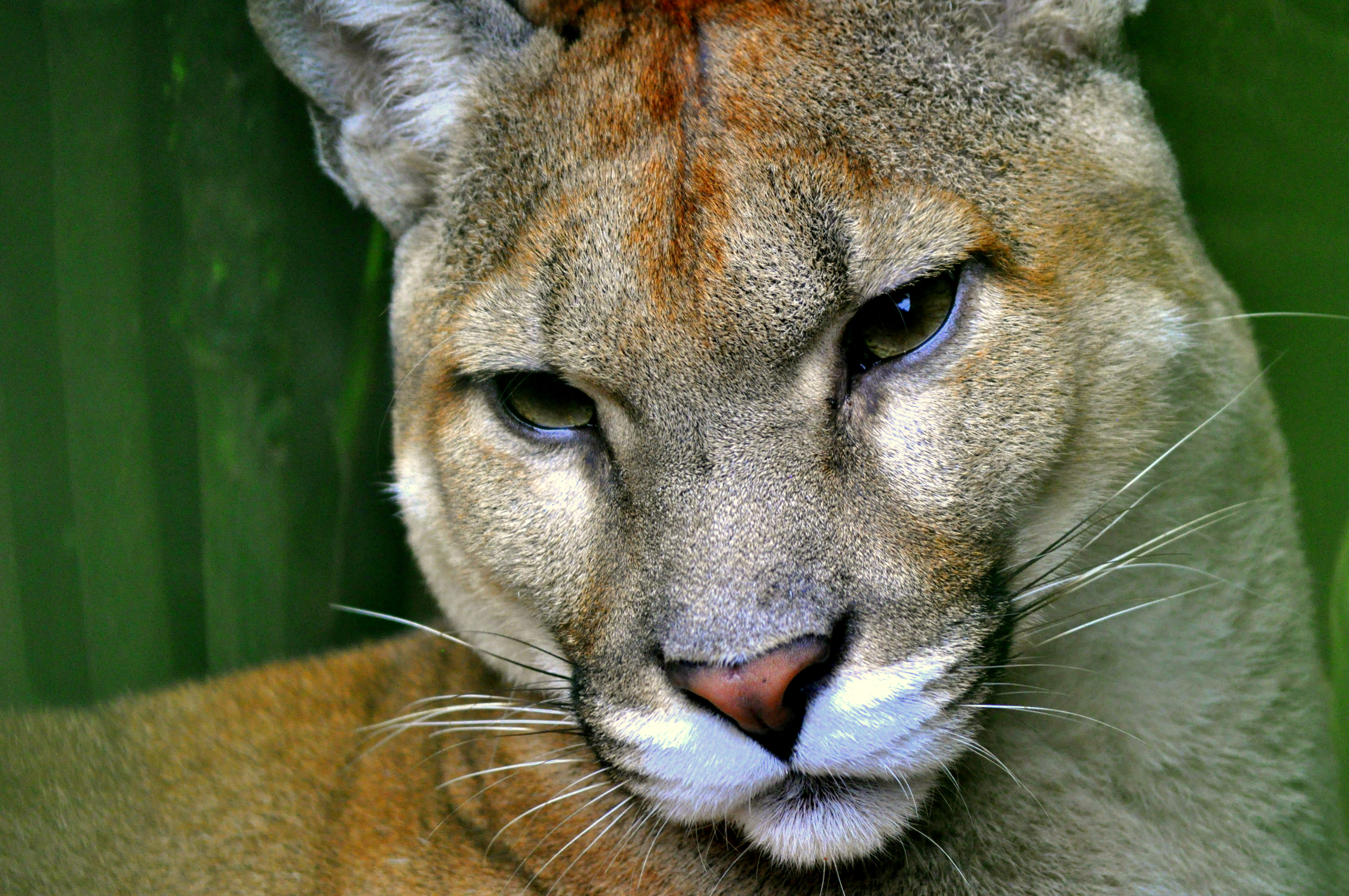
Un esemplare in Costa Rica.

Il puma nordamericano ha un mantello uniforme color marrone chiaro e un peso che varia tra 25 e 80 kg. Le femmine pesano in media 50 kg, quanto i giaguari della riserva della biosfera di Chamela-Cuixmala sulla costa pacifica del Messico.

## Distribuzione e habitat
Il puma nordamericano occupa un areale molto vasto ed è presente in vari tipi di habitat. Ne esistono ancora diverse popolazioni che prosperano negli Stati Uniti occidentali, nella Florida meridionale e nel Canada occidentale, ma in passato era presente anche in gran parte delle regioni orientali degli Stati Uniti, da dove è scomparso agli inizi del XX secolo. Negli stessi anni il puma scompariva anche dal Michigan. Attualmente le prove indicano che la specie sia in aumento in Messico, dove la popolazione potrebbe divenire florida negli anni a venire. Alcuni scienziati ritengono che possano esistere piccole popolazioni relitte (circa 50 individui in tutto) sugli Appalachi e nel Canada orientale. Il recente ritrovamento di campioni in trappole per peli posizionate nel parco nazionale di Fundy nel Nuovo Brunswick ha confermato l'esistenza di almeno tre puma nella regione. La Ontario Puma Foundation stima che ci siano attualmente 850 puma nell'Ontario.

### Avvistamenti negli Stati Uniti orientali
Gli avvistamenti di puma negli Stati Uniti orientali si susseguono tuttora, nonostante la specie sia stata ufficialmente dichiarata estinta nella regione.
- Wisconsin
  - Le analisi genetiche effettuate sul DNA di un puma avvistato nel Wisconsin nel 2008 hanno indicato che si trattava di un esemplare selvatico e non di un animale fuggito dalla cattività. Si ritiene che questo animale sia giunto in Wisconsin migrando dalle Black Hills del Dakota del Sud; tuttavia, le analisi genetiche non hanno potuto confermare tale ipotesi. L'esistenza di altri esemplari, forse anche riproduttori, è incerta. In seguito venne registrato un secondo avvistamento e furono rinvenute delle tracce in una vicina comunità del Wisconsin. Sfortunatamente, non fu possibile effettuare un'analisi genetica né ulteriori studi.[9] In seguito questo esemplare si diresse a sud, a Wilmette, un sobborgo settentrionale di Chicago.
  - Il 3 giugno 2013 è stato effettuato un avvistamento confermato nella contea di Florence. Il puma venne immortalato da una trappola fotografica automatica e la sua identificazione è stata confermata dai biologi del Wisconsin Department of Natural Resources nell'ottobre dello stesso anno.[10]
  - Al dicembre 2020 risalgono due avvistamenti, uno dei quali confermato, nella contea di Dane e nei dintorni di Stoughton. Un esemplare è stato fotografato ed è stato correttamente identificato come un puma dal Wisconsin Department of Natural Resources.

- Tennessee

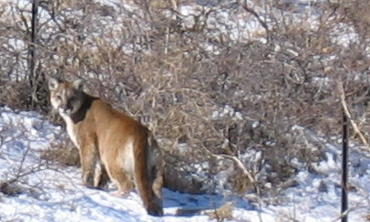
Un puma nella neve presso il North Cedar Brook a Boulder (Colorado)

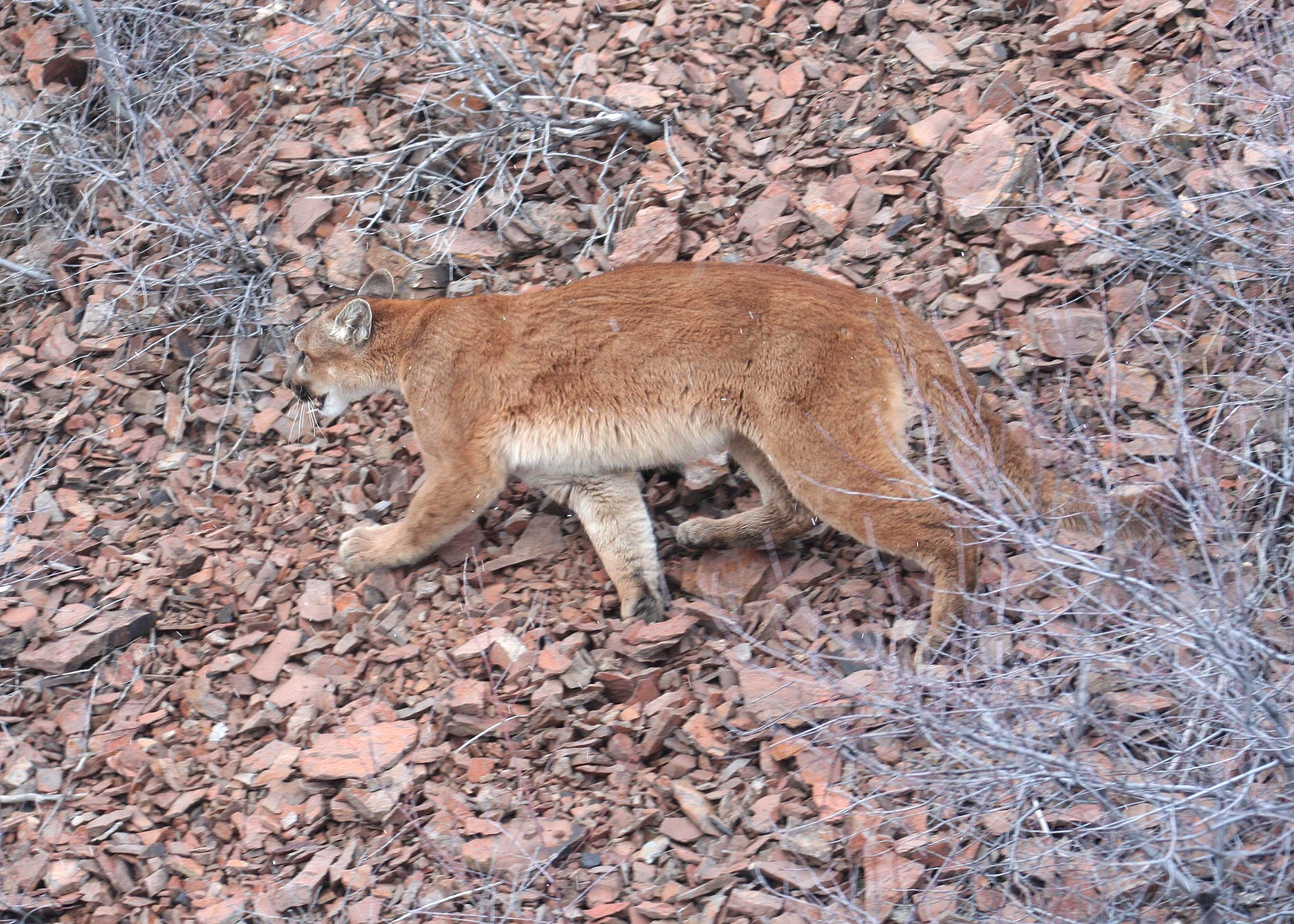
Un esemplare al Beulah Wildlife Management Unit nella contea di Malheur (Oregon)

  - Il 26 settembre 2015 un cacciatore della contea di Carroll riportò un campione di peli: le analisi del DNA hanno indicato che si trattava di una femmina dalla genetica simile a quella dei puma del Dakota del Sud.[11] Le regioni dello stato che un tempo erano frequentate dai puma sono oggi abitate dalle linci rosse.
- Illinois
  - Il 14 aprile 2008 un puma innescò una raffica di avvistamenti prima di essere messo alle strette e ucciso nel quartiere di Roscoe Village a Chicago, mentre gli agenti cercavano di catturarlo. Si trattava del primo puma avvistato entro i confini della città di Chicago da quando essa venne fondata nel 1833.[12]
  - Il 22 novembre 2013 un puma venne trovato in una fattoria vicino a Morrison, nella contea di Whiteside. In seguito venne abbattuto a fucilate da un funzionario del Dipartimento delle risorse naturali dell'Illinois dopo aver stabilito che rappresentava un rischio per la popolazione.[13]

- Connecticut
  - Nel 2011 un puma venne avvistato a Greenwich e successivamente ucciso da un SUV a Milford dopo aver presumibilmente effettuato un viaggio di 2400 km dal Dakota del Sud.[14]

Sebbene il luogo di provenienza degli esemplari in questione sia sconosciuto, alcuni esperti di puma ritengono che si tratti, almeno in alcuni casi, di animali in cattività appositamente liberati o fuggiti.

## Biologia
Il puma nordamericano di solito caccia di notte e talvolta percorre lunghe distanze in cerca di cibo. La femmina dà alla luce una cucciolata composta in media da tre piccoli. È un predatore veloce, in grado di cambiare facilmente direzione con grande abilità durante gli inseguimenti. A seconda dell'abbondanza di prede, come i cervi, condivide le stesse prede del giaguaro in America centrale o settentrionale. Altri predatori presenti nel suo areale sono il grizzly e l'orso nero. È noto che i puma predano i cuccioli di orso. I puma del Gran Bacino danno anche la caccia ai cavalli inselvatichiti.
La rivalità tra il puma e il grizzly è da sempre un argomento popolare nel folklore nordamericano. In passato furono addirittura organizzati dei combattimenti tra di loro, mentre scontri avvenuti in natura sono stati segnalati da osservatori occasionali, nativi compresi.

## Conservazione
Anche se i programmi di conservazione del puma sono diminuiti a favore di quelli del giaguaro, «più attraente», esso viene cacciato meno frequentemente, perché la sua pelliccia è priva di macchie ed è quindi meno desiderabile agli occhi dei cacciatori.